# Shin Megami Tensei V
Shin Megami Tensei V är ett rollspel från 2021 utvecklat och publicerat av Atlus för Nintendo Switch. Det är en del av Shin Megami Tensei-serien, den centrala serien i den större Megami Tensei-serien. Spelet producerades av Shin Megami Tensei IV-regissören Kazuyuki Yamai och designades som en hybrid mellan Shin Megami Tensei III: Nocturne och Shin Megami Tensei IV, med återkommande spelmekaniker som att ta hand om och sammansmälta demoner.
Shin Megami Tensei V fick generellt positiva recensioner från kritiker. I april 2022 hade spelet sålt över en miljon exemplar. En förbättrad version med undertiteln Vengeance är planerad att släppas den 14 juni 2024 för Nintendo Switch, PlayStation 4, PlayStation 5, Windows, Xbox One och Xbox Series X/S.